# Rhynocrangon sharpi
Rhynocrangon sharpi är en kräftdjursart som först beskrevs av Xavier Montrouzier 1861.  Rhynocrangon sharpi ingår i släktet Rhynocrangon och familjen Crangonidae. Inga underarter finns listade i Catalogue of Life.